# ووددیتتون
ووددیتتون (به انگلیسی: Woodditton) یک روستا و محله مدنی در بریتانیا است که در کمبریج‌شر شرقی واقع شده‌است. ووددیتتون ۱٬۸۱۸ نفر جمعیت دارد.